# Betzigau
Betzigau település Németországban, azon belül Bajorországban. Lakosainak száma 3007 fő (2023. december 31.). Betzigau Kempten községgel határos.

## Népesség
A település népessége az elmúlt években az alábbi módon változott:
| Lakosok száma | 1185 | 1747 | 2031 | 2280 | 2778 | 2758 | 2876 | 2905 | 2974 | 3007 |
|               | 1875 | 1950 | 1975 | 1987 | 2012 | 2014 | 2016 | 2017 | 2021 | 2023 |